# 닐리아 헌터 바이든
닐리아 헌터 바이든(영어: Neilia Hunter Biden, 1942년 7월 28일~1972년 12월 18일)은 미국의 교사이자 제46대 미국의 대통령 조 바이든의 첫 번째 부인이다.
1972년 미국 상원의원 선거에서 조 바이든이 당선된지 한 달여가 지난 시점인 1972년 12월 18일, 교통 사고로 어린 딸 나오미와 함께 숨졌다. 두 아들인 보 바이든과 헌터 바이든은 부상을 입었으나 생존하였다. 당시 같이 사망한 딸 나오미 크리스티나 "에이미" 바이든(Naomi Christina "Amy" Biden)은 1971년 11월 생으로 태어난 지 1년만 겨우 채우고 사망했다.

## 생애
뉴욕주 스캐니틀리스에서 루이스와 로버트 헌터에게서 태어났다. 시러큐스 대학교를 졸업하였다.

## 사망
1972년 12월 18일 월요일, 남편 조 바이든이 상원에 당선된지 얼마 안 된 무렵, 크리스마스 트리를 사러 세 자녀와 함께 가는 중이었다. 델라웨어 루트 7에서 북쪽으로 가는 도중 트럭과 부딪혀 사고를 당한 뒤, 병원으로 이송됐으나 도착한 뒤 바로 사망하였다. 딸 나오미 또한 사망하였으며, 두 아들은 중상을 입었다.